# Marathon de Boston 2017
Navigation
Édition précédente Édition suivante
Le Marathon de Boston de 2017 est la 121e édition du Marathon de Boston dans le Massachusetts qui a eu lieu le lundi 17 avril 2017 (Patriots' Day). Organisé par la Boston Athletic Association, c'est le deuxième des World Marathon Majors à avoir lieu en 2017 après le Marathon de Tokyo.
Le Kényan Geoffrey Kirui remporte la course masculine avec un temps de 2 h 9 min 37 s et sa compatriote Edna Kiplagat s'adjuge le titre féminin avec un temps de 2 h 21 min 52 s

## Résultats

### Hommes
| Place | Athlète        | Nationalité | Temps           |
| ----- | -------------- | ----------- | --------------- |
| 1     | Geoffrey Kirui | Kenya       | 2 h 09 min 37 s |
| 2     | Galen Rupp     | États-Unis  | 2 h 09 min 58 s |
| 3     | Suguru Osako   | Japon       | 2 h 10 min 28 s |

### Femmes
| Place | Athlète       | Nationalité | Temps           |
| ----- | ------------- | ----------- | --------------- |
| 1     | Edna Kiplagat | Kenya       | 2 h 21 min 52 s |
| 2     | Rose Chelimo  | Bahreïn     | 2 h 22 min 51 s |
| 3     | Jordan Hasay  | États-Unis  | 2 h 23 min 00 s |